# 凶榜
《凶榜》是一部1981年香港恐怖鬼片，由余允抗執導，秦祥林、岳華、鄭則仕、余綺霞和王青主演。

## 劇情簡介
小兰（余绮霞饰）怀孕之后，张劲强（秦祥林饰）每份工所做时长都很有限，考虑到自己学历低、技能少，他并没多在意，只在又一次失业后更加勤力地找新工，无奈运气不佳。两人为小兰越来越大的肚子发愁之际，一张无端端出现的报纸将张劲强领到一幢大厦成了保安，汉叔（詹森饰）、肥仔（郑则仕饰）、香港先生（王青饰）及小丁（许炳森饰）是他的同事。开工伊始，他在听汉叔交代相关工作时，发现电梯有异况，但汉叔只要他做事大胆莫疑神信鬼。
不久，他与肥仔夜间巡逻时，被汉叔告知小兰来急电，因等不及入厕的肥仔独自乘电梯下楼，不想电梯失控直将他带到地下室，骇人一幕出现。惊魂甫定，他将所见讲给同事听，大家都不相信，因为随后下来的肥仔并无异样，而汉叔也并未通知他下楼。紧接，一帮人围在监控室吃宵夜，说到刚刚的事，香港先生表示任何状况都吓不倒他，话音未落，电路即出现异常，香港先生也被一块狗骨头卡到，送至医院不治身亡。
香港先生出殡之日，法师兼风水先生（岳华）瞅见张劲强瞬间吃了一惊，再见汉叔则暗叫不好，但他未作声张，不久汉叔毙命于自家屋中。汉叔丧礼上，张劲强告知肥仔他们工作的大厦是冤魂集结处，并拿出旧报纸作证。随后法师入室行礼，并在与他们攀谈时要了张劲强的生辰八字，他原是最易被鬼魂上身之人，但却未被鬼上身。肥仔替张劲强送小兰去医院检查，大狗狂吠不止；医生替小兰体检，感觉到一丝异常；小兰越来越奇怪的举动……越来越多迹象表明，小兰所怀的，是鬼胎。
风水先生通过调查，发现确是魔鬼作怪。风水先生作法消灾却不敌魔鬼而死，临终时嘱咐劲强尽快消灭魔鬼，以免其投胎转世。劲强与魔鬼展开了大战，而当他妻子从医院抱婴儿回来时，他正高举利斧等在门后。最终在小兰刚进卧室时，张劲强对準鬼婴的脑袋砍了下去……

## 角色介紹
| 演員   | 角色     | 粵語配音 | 備註 |
| 秦祥林 | 張勁強   | 李忠強   | 商場保安，小蘭丈夫 |
| 岳華   | 趙丹陽   | 岳華     | 治鬼大師，替張勁強及肥仔算命，後發現小蘭的胎兒被惡鬼附身，後在進行法事時被惡鬼害死，死前呼籲張勁強要在天亮前把小蘭的胎兒消滅，否則會成為妖孽 |
| 余綺霞 | 小蘭     |          | 張勁強妻子，後胎兒被惡鬼附身 |
| 鄭則仕 | 肥仔     | 盧雄     | 商場保安，後在辭職後回家駕車時被惡鬼殺死 |
| 王青   | 香港先生 | 馮永和   | 商場保安，後在吃火鍋時被惡鬼害至噎死 |
| 陳飛龍 | 經理     | 盧雄     | 公司經理，張勁強開頭應徵的經理 |
| 詹森   | 漢叔     | 金貴     | 商場保安，後在家裏烹粥時被惡鬼殺死 |
| 許炳森 | 小丁     |          | 商場保安，後被惡鬼殺死，屍體被張勁強發現 |

## 外部連結
- 香港影庫上《凶榜》的資料（繁體中文）
- AllMovie上《凶榜》的资料（英文）
- 互联网电影数据库（IMDb）上《凶榜》的资料（英文）
- 豆瓣电影上《凶榜》的資料 （简体中文）
- 时光网上《凶榜》的資料（简体中文）